# Пустика, Ирина Иосифовна
Ирина Иосифовна Пустика — советский хозяйственный, государственный и политический деятель.

## Биография
Родилась в 1920 году в Рыбнице.
С 1936 года — на хозяйственной, общественной и политической работе. В 1936—1975 гг. — звеньевая, бригадир полеводческой бригады колхоза имени Ворошилова, разведчица партизанского отряда в Краснодарском крае, председатель колхоза им. Кирова в с. Гидирим Молдавской ССР.
Избиралась депутатом Верховного Совета СССР 2-го, 3-го, 4-го созывов.
По состоянию на 2012 год жила в Рыбнице.